# The Principle of Evil Made Flesh
 (septembre 2009).
Si vous disposez d'ouvrages ou d'articles de référence ou si vous connaissez des sites web de qualité traitant du thème abordé ici, merci de compléter l'article en donnant les références utiles à sa vérifiabilité et en les liant à la section « Notes et références ».
Albums de Cradle of Filth
V Empire (or Dark Faerytales in Phallustein)
(1996)
The Principle of Evil Made Flesh est le premier album studio de Cradle of Filth sorti en 1994 chez Cacophonous Records. l'album fut enregistré durant l'automne 1993.

## Description
The Principle of Evil Made Flesh, un premier album qui fera sensation[réf. nécessaire], ne serait-ce que par sa pochette, pour le moins explicite. « Tout le monde est désorienté par le Sexe et la Mort. Mais lorsque vous combinez les deux, vous pouvez obtenir quelque chose qui va au-delà de ces éléments distincts » explique Dani Filth, justifiant cette représentation de deux femmes dénudées et couvertes de sang, dans une étreinte à la fois ambiguë et sans équivoque.
Concernant son contenu, The Principle of Evil Made Flesh est un album sombre et macabre. Le groupe anglais joue un black metal symphonique avec l'incorporation de claviers du début à la fin de l'album. Dani Filth n'utilise que très rarement ses vocaux criards. Les débuts death metal se font encore sentir mais on note dès ce premier album l'influence heavy metal avec des solos de guitares, choses alors très rares dans le black metal[réf. nécessaire].

## Liste des titres
Toutes les paroles sont écrites par Dani Filth, toute la musique est composée par Cradle of Filth.
| No  | Titre                                | Durée |
| --- | ------------------------------------ | ----- |
| 1.  | Darkness Our Bride (Jugular Wedding) | 2:00  |
| 2.  | The Principle of Evil Made Flesh     | 4:35  |
| 3.  | The Forest Whispers My Name          | 5:07  |
| 4.  | Iscariot                             | 2:32  |
| 5.  | The Black Goddess Rises              | 6:48  |
| 6.  | One Final Graven Kiss                | 2:15  |
| 7.  | A Crescendo of Passion Bleeding      | 5:30  |
| 8.  | To Eve the Art of Witchcraft         | 5:28  |
| 9.  | Of Mist and Midnight Skies           | 8:10  |
| 10. | In Secret Love We Drown              | 1:30  |
| 11. | A Dream of Wolves in The Snow        | 2:10  |
| 12. | Summer Dying Fast                    | 5:40  |

## Crédits
- Dani Filth - Chant
- Paul Allender - Guitare 1
- Paul Ryan - Guitare 2
- Robin Eaglestone - Basse
- Nicholas Barker - Batterie
- Benjamin Ryan - Clavier
- Andrea Meyer (Andrea Haugen) - Chant/Chœurs
- Soror Proselenos - Violon
- Darren White apparaît sur "A Dream of Wolves in The Snow"